# Oued Sabah
Oued Sabah (în arabă وادى الصباح) este o comună din provincia Aïn Témouchent, Algeria.
Populația comunei este de 10.905 locuitori (2010).